# Kanton Prémery
Kanton Prémery (francouzsky Canton de Prémery) je francouzský kanton v departementu Nièvre v regionu Burgundsko. Tvoří ho 14 obcí.

## Obce kantonu
- Arbourse
- Arthel
- Arzembouy
- Champlemy
- Champlin
- Dompierre-sur-Nièvre
- Giry
- Lurcy-le-Bourg
- Montenoison
- Moussy
- Oulon
- Prémery
- Saint-Bonnot
- Sichamps